# Морконе, Марио
Ма́рио Морко́не (итал. Mario Morcone; род. 27 октября 1952, Казерта, Кампания) — итальянский юрист и государственный служащий, чрезвычайный комиссар (врио мэра) Рима (2008).

## Биография
Окончил Неаполитанский университет, где изучал право.
В 1976 году начал работать в Администрации общественной безопасности.
В том же году победил в конкурсе на должность сотрудника префектуры в системе Гражданского управления Министерства внутренних дел. Сначала работал в префектуре Ровиго, затем — в Риме, в центральном аппарате министерства, а впоследствии — в правительстве.
В апреле 1988 года назначен главой технического секретариата правительства, затем до августа 1990 года возглавлял секретариат министра по чрезвычайным вопросам Юга Италии.
В 1992 году назначен руководителем секретариата министра внутренних дел, в 1993 году — префектом первого класса (представителем центрального правительства на местах) и работал сначала в Риети, затем до 2000 года — в Ареццо.
Возглавлял администрацию ООН в городе Митровица до марта 2000 года.
В том же году назначен генеральным директором Гражданского управления Министерства внутренних дел Италии. С 2001 по 2006 год возглавлял департамент пожарной охраны и гражданской обороны МВД.
26 февраля 2008 года указом президента Италии Джорджо Наполитано назначен чрезвычайным комиссаром Рима до выборов нового мэра, ввиду отставки 13 февраля Вальтера Вельтрони, решившего заняться подготовкой к парламентским выборам.
28 апреля 2008 года вступил в должность новый избранный мэр — Джованни Алеманно.
В 2011 году выставил свою кандидатуру на выборах мэра Неаполя 15-16 мая при поддержке Демократической партии, партии Левые и свобода и инициативных списков — «Реформистский Неаполь», «Компетенция для Неаполя». Проиграл выборы Луиджи де Маджистрису.
27 января 2017 года назначен главой канцелярии министра внутренних дел Марко Миннити.

## Награды
- Кавалер Большого креста ордена «За заслуги перед Итальянской Республикой» (2 июня 2005)[8]